# Morgan De Sanctis
Pour les articles homonymes, voir De Sanctis.
Morgan De Sanctis, né le 26 mars 1977 à Guardiagrele, est un footballeur international italien qui évoluait au poste de gardien de but.

## Biographie

### Débuts en Italie
Issu du centre de formation de Pescara, sa carrière commença réellement le jour où les 2 gardiens de Pescara furent blessés. Le jeune Morgan, alors âgé de 17 ans, dispute son premier match de Serie B contre le Venezia Calcio. Il s'illustre ce jour-là en arrêtant un pénalty tiré par Christian Vieri. C'est à partir de cet arrêt décisif que commence sa remarquable carrière. S'imposant comme titulaire, Morgan joue 3 saisons avec son club formateur disputant au total 74 matchs de Serie B.
En 1997, la Juventus Turin décide d'acheter De Sanctis alors âgé de 20 ans pour 5 millions d’euros. Rencontrant une forte concurrence, il ne dispute finalement que 3 matchs de Serie A en 2 saisons chez les bianconeri.
En 1999, De Sanctis part pour l'Udinese, barré par Luigi Turci, il ne dispute que 8 matchs pour sa première saison. Ses apparitions se font rares jusqu'en 2002 où il devient le gardien no 1 de l'équipe, cette année-là, le club finit 6e et dispute la Coupe UEFA la saison suivante. Avec l'Udinese, Morgan joue 194 matches de Serie A en huit saisons, disputant même la Ligue des champions en 2005.

### Départ vers l'étranger
En 2007, « il Pirata Morgan » résille son contrat avec l'Udinese en utilisant la règle selon laquelle un joueur qui a dépassé les 29 ans peut nécessiter l'interruption de son contrat en versant une indemnisation au club. Libre de jouer où bon lui semble, De Sanctis opte pour l'Espagne et signe pour le FC Séville. Mais il se retrouve une nouvelle fois remplaçant et ne dispute que 13 rencontres avec son nouveau club.
En quête de temps de jeu, Morgan est prêté au club turc de Galatasaray où il réalise une bonne saison disputant 41 matchs toutes compétitions confondues mais le club termine à la 5e place du championnat.

### Naples
De retour à Séville à la fin du prêt, le 24 juillet 2009, De Sanctis est acheté par le SSC Naples avec qui il signe un contrat de quatre ans. Réalisant une bonne saison, il permet au club de se qualifier pour la Ligue Europa et de terminer 6e de Serie A. De Sanctis est récompensé en étant sélectionné parmi les 23 Italiens pour le Mondial en Afrique du Sud.
La saison suivante, De Sanctis réalise à nouveau de grandes prestations. Il joue pour la deuxième année consécutive les 38 rencontres de Serie A mais aussi 10 rencontres de Ligue Europa. En encaissant seulement 39 buts en championnat, il permet à Naples de terminer deuxième meilleure défense derrière le Milan AC et de finir à la 3e place de la Serie A.

### AS Rome
Le 25 juillet 2013, De Sanctis est transféré vers l'AS Rome pour un montant de 500 000 €. À 36 ans, De Sanctis signe un contrat de 2 ans.
Morgan De Sanctis vit sa dernière saison dans la peau d'un titulaire, avant d'assumer celui de doublure après l'arrivée en prêt d'Arsenal du gardien international polonais Wojciech Szczęsny.

### AS Monaco
À 39 ans, il retente une aventure à l'étranger en signant pour une saison le 12 juillet 2016 à l'AS Monaco, libre de tout contrat. Il assumera la place de doublure du gardien international croate Danijel Subašić. Bien que ne jouant qu'un seul match en championnat, il termine champion de France avant de quitter le club à la fin de la saison.

### En équipe nationale
De Sanctis débute en sélection avec les moins de 18 ans italiens. En 1995 il dispute l'Euro des moins de 18 ans, l'Italie s'incline en finale contre l'Espagne (4-1) à Athènes.
Marco Tardelli fait appel à lui pour jouer avec les Espoirs italiens. Deuxième gardien de l'équipe derrière Christian Abbiati, il fait partie du groupe remportant l'Euro espoirs 2000 en Slovaquie.
En 2005, c'est la consécration, il est appelé par Marcello Lippi pour disputer un match amical sous les couleurs de la Nazionale. Le 30 mars 2005, De Sanctis débute à Padoue le match contre l'Islande (0-0). Il est à nouveau convoqué pour jouer un match contre la Moldavie lors des matchs qualificatifs à la Coupe du monde 2006. Mais il ne parvient pas à satisfaire Lippi et ne fait pas partie du groupe qui remporte la compétition.
Roberto Donadoni le sélectionne pour participer à l'Euro 2008 avec la Squadra Azzurra assurant le poste de troisième gardien de but après Gianluigi Buffon et Marco Amelia. Il ne joue pas et l'Italie s'arrête en quart de finale en s'inclinant aux tirs au but face à l'Espagne.
Au retour de Marcello Lippi, De Sanctis dispute un match amical le 19 novembre 2008 à Athènes contre la Grèce (1-1). Il ne joue plus de match mais continue à être sélectionné et fait donc partie du groupe italien lors de la Coupe des confédérations 2009. Après un retour réussi dans le championnat italien, il est appelé dans la liste des 23 Italiens pour disputer la Coupe du monde 2010 encore cette fois-ci, en troisième gardien de but derrière Gianluigi Buffon et Federico Marchetti.
D'abord écarté de la Sélection à la suite de la nomination de Cesare Prandelli, le nouveau sélectionneur italien préférant miser sur des jeunes comme Salvatore Sirigu et Emiliano Viviano. Il est finalement rappelé en Sélection le 4 août 2011 pour un match amical à Bari contre l'Espagne. Le 11 octobre 2011, De Sanctis entre en jeu à la 76e minute en remplacement de Buffon sous une ovation du public, dans le match face à l'Irlande du Nord (3-0) à Pescara, la ville de ses débuts professionnels.
De Sanctis compte 45 convocations pour seulement 6 sélections. Il annonce sa retraite internationale le 26 mars 2013, jour de ses 36 ans.

## Statistiques détaillées

### En club
| Saison                | Club                  | Championnat           | Championnat | Championnat | Coupe nationale | Coupe nationale | Coupe de la Ligue | Coupe de la Ligue | Supercoupe | Supercoupe | Compétition(s) continentale(s) | Compétition(s) continentale(s) | Compétition(s) continentale(s) | Total | Total |
| Saison                | Club                  | Division              | M.          | B.          | M.              | B.              | M.                | B.                | M.         | B.         | Comp.                          | M.                             | B.                             | M.    | B.    |
| 1994-1995             | Delfino Pescara 1936  | Serie B               | 30          | 0           | 0               | 0               | -                 | -                 | -          | -          | -                              | -                              | -                              | 30    | 0     |
| 1995-1996             | Delfino Pescara 1936  | Serie B               | 18          | 0           | 2               | 0               | -                 | -                 | -          | -          | -                              | -                              | -                              | 20    | 0     |
| 1996-1997             | Delfino Pescara 1936  | Serie B               | 26          | 0           | 3               | 0               | -                 | -                 | -          | -          | -                              | -                              | -                              | 29    | 0     |
| Sous-total            | Sous-total            | Sous-total            | 74          | 0           | 5               | 0               | -                 | -                 | -          | -          | -                              | 0                              | 0                              | 79    | 0     |
| 1997-1998             | Juventus Turin FC     | Serie A               | 0           | 0           | 0               | 0               | -                 | -                 | 0          | 0          | C1                             | 0                              | 0                              | 0     | 0     |
| 1998-1999             | Juventus Turin FC     | Serie A               | 3           | 0           | 1               | 0               | -                 | -                 | 0          | 0          | C1                             | 0                              | 0                              | 4     | 0     |
| Sous-total            | Sous-total            | Sous-total            | 3           | 0           | 1               | 0               | -                 | -                 | 0          | 0          | -                              | 0                              | 0                              | 4     | 0     |
| 1999-2000             | Udinese Calcio        | Serie A               | 7           | 0           | 1               | 0               | -                 | -                 | -          | -          | -C3                            | 2                              | 0                              | 10    | 0     |
| 2000-2001             | Udinese Calcio        | Serie A               | 3           | 0           | 2               | 0               | -                 | -                 | -          | -          | -                              | -                              | -                              | 5     | 0     |
| 2001-2002             | Udinese Calcio        | Serie A               | 10          | 0           | 4               | 0               | -                 | -                 | -          | -          | -                              | -                              | -                              | 14    | 0     |
| 2002-2003             | Udinese Calcio        | Serie A               | 34          | 0           | 0               | 0               | -                 | -                 | -          | -          | -                              | -                              | -                              | 34    | 0     |
| 2003-2004             | Udinese Calcio        | Serie A               | 34          | 0           | 0               | 0               | -                 | -                 | -          | -          | C3                             | 2                              | 0                              | 36    | 0     |
| 2004-2005             | Udinese Calcio        | Serie A               | 36          | 0           | 4               | 0               | -                 | -                 | -          | -          | C3                             | 2                              | 0                              | 42    | 0     |
| 2005-2006             | Udinese Calcio        | Serie A               | 34          | 0           | 4               | 0               | -                 | -                 | -          | -          | C1+C3                          | 8+4                            | 0                              | 50    | 0     |
| 2006-2007             | Udinese Calcio        | Serie A               | 36          | 0           | 3               | 0               | -                 | -                 | -          | -          | -                              | -                              | -                              | 39    | 0     |
| Sous-total            | Sous-total            | Sous-total            | 194         | 0           | 18              | 0               | -                 | -                 | -          | -          | -                              | 18                             | 0                              | 230   | 0     |
| 2007-2008             | Séville FC            | Primera División      | 8           | 0           | 4               | 0               | -                 | -                 | 0          | 0          | C1                             | 1                              | 0                              | 13    | 0     |
| 2008-2009             | Galatasaray SK (prêt) | Süper Lig             | 31          | 0           | 0               | 0               | -                 | -                 | 0          | 0          | C3                             | 10                             | 0                              | 41    | 0     |
| Sous-total            | Sous-total            | Sous-total            | 39          | 0           | 4               | 0               | -                 | -                 | -          | -          | -                              | 11                             | 0                              | 54    | 0     |
| 2009-2010             | SSC Naples            | Serie A               | 38          | 0           | 1               | 0               | -                 | -                 | -          | -          | -                              | -                              | -                              | 39    | 0     |
| 2010-2011             | SSC Naples            | Serie A               | 38          | 0           | 1               | 0               | -                 | -                 | -          | -          | C3                             | 10                             | 0                              | 49    | 0     |
| 2011-2012             | SSC Naples            | Serie A               | 37          | 0           | 4               | 0               | -                 | -                 | -          | -          | C1                             | 8                              | 0                              | 49    | 0     |
| 2012-2013             | SSC Naples            | Serie A               | 34          | 0           | 1               | 0               | -                 | -                 | 1          | 0          | C3                             | 2                              | 0                              | 38    | 0     |
| Sous-total            | Sous-total            | Sous-total            | 147         | 0           | 7               | 0               | -                 | -                 | 1          | 0          | -                              | 20                             | 0                              | 175   | 0     |
| 2013-2014             | AS Rome               | Serie A               | 36          | 0           | 3               | 0               | -                 | -                 | -          | -          | -                              | -                              | -                              | 39    | 0     |
| 2014-2015             | AS Rome               | Serie A               | 35          | 0           | 0               | 0               | -                 | -                 | -          | -          | C1+C3                          | 4+0                            | 0                              | 39    | 0     |
| 2015-2016             | AS Rome               | Serie A               | 4           | 0           | 1               | 0               | -                 | -                 | -          | -          | C1                             | 1                              | 0                              | 6     | 0     |
| Sous-total            | Sous-total            | Sous-total            | 75          | 0           | 4               | 0               | -                 | -                 | 0          | 0          | -                              | 5                              | 0                              | 84    | 0     |
| 2016-2017             | AS Monaco             | Ligue 1               | 1           | 0           | 5               | 0               | -                 | -                 | -          | -          | C1                             | 2                              | 0                              | 8     | 0     |
| Sous-total            | Sous-total            | Sous-total            | 1           | 0           | 5               | 0               | 0                 | 0                 | -          | -          | -                              | 2                              | 0                              | 8     | 0     |
| Total sur la carrière | Total sur la carrière | Total sur la carrière | 533         | 0           | 44              | 0               | 0                 | 0                 | 1          | 0          | -                              | 54                             | 0                              | 632   | 0     |

### En sélection nationale
| Sélection | Année | Statistiques | Statistiques |
| Sélection | Année | Matchs       | Buts         |
| --------- | ----- | ------------ | ------------ |
| Italie A  | 2005  | 2            | 0            |
| Italie A  | 2008  | 1            | 0            |
| Italie A  | 2011  | 1            | 0            |
| Italie A  | 2012  | 2            | 0            |
| Italie A  | Total | 6            | 0            |

## Palmarès

### En club
Morgan De Sanctis remporte ses premiers titres avec la Juventus Turin avec qui il est champion d'Italie en 1998 après avoir soulevé la Supercoupe d'Italie en 1997.
Il rejoint ensuite l'Udinese Calcio avec qui il remporte la Coupe Intertoto en 2000.
Après treize saisons dans son pays natal, il quitte l'Italie pour le Séville FC avec qui il remporte la Supercoupe d'Espagne en 2007 puis le Galatasaray SK avec qui il remporte la Supercoupe de Turquie en 2008.
Il revient au pays sous les couleurs du SSC Naples et remporte la Coupe d'Italie en 2012. 
Il devient champion de France avec l'AS Monaco en 2017.

### En sélection nationale
Avec l'équipe d'espoirs d'Italie, il remporte le Championnat d'Europe espoirs en 2000.